# Santa Rosalía (Venezuela)
Pour les articles homonymes, voir Santa Rosalia.
Santa Rosalía est la capitale de la paroisse civile d'Ascención Farreras de la municipalité de Cedeño de l'État de Bolívar au Venezuela.